# 羽芒菊属
羽芒菊属是菊科下的一个属，为匍匐、被毛草本植物。该属共有约29种，分布于热带美洲。
属名Tridax源于拉丁语treis（三）和edax（口）的合成词，指三口就吃完了。

## 物種
本属目前共有29种
- Tridax angustifolia Spruce ex Benth. & Hook.f. -  厄瓜多尔、秘鲁
- Tridax balbisioides (Kunth) A.Gray - 瓜納華托州
- Tridax bicolor A.Gray - 奇瓦瓦州
- Tridax bilabiata A.M.Powell - 格雷羅州
- Tridax boliviensis (Wedd.) R.E.Fr. - 玻利維亞
- Tridax brachylepis Hemsl. - 瓦哈卡州
- Tridax cajamarcensis H.Rob. - 秘鲁
- Tridax candidissima A.Gray - 聖路易斯波托西州
- Tridax coronopifolia (Kunth) Hemsl. - 從墨西哥東北部的塔毛利帕斯州到東南部的恰帕斯州廣泛分佈
- Tridax dubia Rose - 科利馬州
- Tridax erecta A.Gray
- Tridax hintonii (B.L.Turner & A.M.Powell) D.J.Keil, Luckow & Pinkava - 米却肯州
- Tridax hintoniorum B.L.Turner - 新萊昂州
- Tridax luisana Brandegee - 普埃布拉州、瓦哈卡州
- Tridax mexicana A.M.Powell - 格雷羅州、瓦哈卡州、哈利斯科州、墨西哥州、韋拉克魯斯州、納亞里特州、米却肯州
- Tridax moorei B.L.Rob. - 伊達爾戈州
- Tridax oaxacana B.L.Turner - 瓦哈卡州
- Tridax obovata Turcz. - 瓦哈卡州
- Tridax oligantha C.E.Anderson & Beaman
- Tridax palmeri A.Gray - 聖路易斯波托西州
- Tridax platyphylla B.L.Rob. - 哈利斯科州
- 長柄菊（Tridax procumbens） (L.) L. - 韋拉克魯斯州; widespread invasive
- Tridax purpurea S.F.Blake - 危地马拉、恰帕斯州
- Tridax rosea Sch.Bip. ex B.L.Rob. & Greenm. - 	伊達爾戈州、墨西哥城
- Tridax tambensis Hieron. - 秘鲁、厄瓜多尔
- Tridax tenuifolia Rose - 奇瓦瓦州
- Tridax trilobata (Cav.) Hemsl. - 米却肯州、墨西哥州
- Tridax venezuelensis Aristeg. & Cuatrec. - 委內瑞拉
- Tridax yecorana B.L.Turner - eastern 索諾拉州 in 西馬德雷山脈